# Кощеево (Боровецкое сельское поселение)
Кощеево — деревня в Сокольском районе Вологодской области.
Входит в состав Боровецкого сельского поселения, с точки зрения административно-территориального деления — в Боровецкий сельсовет.
Расстояние по автодороге до районного центра Сокола — 9,5 км, до центра муниципального образования Обросова — 1,5 км.
По переписи 2002 года население — 14 человек.